# واندا ويسدم
واندا ويسدم (بالإنجليزية: Wanda Wisdom)‏ هو مقدم برامج إذاعية أمريكي، ولد في 23 أبريل 1975.